# Eunidia splendida
Eunidia splendida là một loài bọ cánh cứng trong họ Cerambycidae.